# Pocket Digimon World
Pocket Digimon World (ポケットデジモンワールド?, Poketto Dejimon Wārudo) è un videogioco di ruolo realizzato da Bandai per PlayStation nel 2000. Esistono tre versioni del gioco, Pocket Digimon World, Pocket Digimon World: Wind Battle Disc (ポケットデジモンワールド ウインドバトルディスク?, Poketto Dejimon Wārudo Uindo Batoru Disuku) e Pocket Digimon World: Cool & Nature Battle Disc (ポケットデジモンワールド クール&ネイチャーバトルディスク?, Poketto Dejimon Wārudo Kūru & Neichā Batoru Disuku). Il titolo mantiene le stesse caratteristiche di base in tutte le sue incarnazioni, con le uniche differenze legate ai Digimon disponibili, gli oggetti ed elementi di minor rilievo.

## Trama
È stato aperto un museo a Digiworld, che mostra la storia e gli artefatti del mondo digitale. Tuttavia un giorno alcuni Digimon malvagi fanno irruzione nella struttura e rubano tutti gli oggetti esposti. Così Jijimon, il proprietario dell'edificio, chiede l'aiuto di un Domatore di Digimon per recuperare i reperti. Quest'ultimi consistono in opere d'arte, musica e dati sui Digimon, i quali possono essere visti dal giocatore dopo averli recuperati.

## Modalità di gioco
Il gioco è principalmente basato sull'utilizzo del PocketStation, difatti tutti e tre i titoli usufruiscono di tale periferica per ricreare un'esperienza simile a quella del Digimon virtual pet. Nella casa di Jijimon possono essere scaricate un massimo di cinque Digiuova per ogni Memory Card e solo una di queste può essere covata attraverso il PocketStation. Il giocatore ha il compito di crescere il proprio Digimon, allenandolo, insegnandogli nuove tecniche e facendogli sconfiggere i nemici sull'Isola di File. Inoltre, il Digimon allevato può essere utilizzato nella modalità multigiocatore grazie all'opzione Colosseum e si ha anche la possibilità di trasferirlo nella versione giapponese di Digimon World 2.
Sconfiggendo alcuni boss, il giocatore otterrà quattro tipi di oggetti numerati: un filmato, una foto, un pacchetto di dati e un frammento di memoria. Il filmato in CG non è altri che una versione con i personaggi buoni che va a sostituire quello introduttivo che presenta invece gli antagonisti del gioco. Il pacchetto di dati invece consiste nelle informazioni dei Digimon che possono essere utilizzate per sbloccare altri personaggi nel D-1 Grand Prix, un minigioco che presenta la Polygon Battle, quest'ultima compatibile con il WonderSwan.
La versione originale di Pocket Digimon World è incentrata su Agumon, Biyomon, Veemon e le loro rispettive digievoluzioni di tipo fuoco, dinosauro e Dramon, inoltre è anche l'unica edizione che permette di accedere al livello Città Fattoriale. Wind Battle Disc invece presenta come protagonisti Patamon e Gatomon e le loro forme angeliche assieme a vari Digimon di tipo demone; qui ci si può recare presso la Palude dei Gekomon. Cool & Nature Battle Disc invece offre due set diversi di creature, il primo chiamato Cool è caratterizzato da Digimon acquatici e di tipo ghiaccio, mentre il secondo Nature è incentrato su Digimon di tipo insetto e pianta; il livello inedito è la Terra Ghiacciata.

## Accoglienza
Al momento dell'uscita, i quattro recensori della rivista Famitsū hanno dato un punteggio di 25/40 alla versione originale.